# Thuppettan
M. Subramanian Namboodiri (Panjal, Kerala, India; 1 de marzo de 1929-Thrissur, India; 1 de febrero de 2019) comúnmente conocido por su seudónimo Thuppettan, fue un dramaturgo de lengua malayalam.

## Biografía
Proveniente de Panjal, un pueblo en el distrito de Thrissur en Kerala, Thuppettan había sido profesor de dibujo en una escuela local. Su padre, Ittiravi Namboodiri, fue un erudito védico que intentó reformar las prácticas conservadoras de la comunidad Namboodiri. 
Algunas de las obras más famosas de Thuppettan incluyen Thanathu Lavanam, Marumarunnu, Vettakkarappayal, Swaapaharanam Athava Ellarum Argentinayilekku, Bhadrayanam, Kalavastha, Mohanasundarapaalaalam, Chakka. Ganó el Premio Kerala Sahitya Akademi en 2003 por Vannanthye Kaanam, una colección de diez obras cortas e hilarantes.